# Saccacoelium obesum
Saccacoelium obesum är en plattmaskart. Saccacoelium obesum ingår i släktet Saccacoelium och familjen Haploporidae. Inga underarter finns listade i Catalogue of Life.